# Okrajová věda
Okrajová věda označuje myšlenky, které se opírají o předpoklady, které již byly vyvráceny. Okrajové vědecké teorie jsou často rozvíjeny osobami, které nemají tradiční akademické vědecké vzdělání, nebo výzkumníky mimo hlavní proud oboru.:s.58 Široká veřejnost má potíže rozlišovat mezi vědou a jejími napodobeninami a v některých případech je „touha věřit nebo všeobecná nedůvěra k odborníkům velmi silným podnětem k přijímání pseudovědeckých tvrzení“.:s.173–176
Pojem „okrajová věda“ zahrnuje vše od a nesmysly. To má za následek tendenci odmítat všechny okrajové vědy jako doménu pseudovědců, a podivínů. Nové hypotézy, které lze ověřit vědeckou metodou a ad hoc hypotézy nejsou okrajová věda ale běžnou součástí vědecké metody. 
Koncept, který byl kdysi akceptován hlavním proudem vědecké komunity, se může stát okrajovou vědou kvůli pozdějšímu vyhodnocení předchozího výzkumu. Například teorie fokální infekce, podle níž jsou fokální infekce mandlí nebo zubů primární příčinou systémového onemocnění, byla kdysi považována za lékařský fakt. Od té doby byla pro nedostatek důkazů zavržena.

## Popis
Hranice mezi okrajovou vědou a pseudovědou je sporná. Konotace „okrajové vědy“ spočívá v tom, že jde o racionální snahu, která však z různých důvodů, například z důvodu neúplnosti nebo rozporuplnosti důkazů, pravděpodobně nepřinese dobré výsledky.:s.183 Pseudověda je však něco, co není vědecké, ale nesprávně se za vědu označuje.
Tento termín může být považován za pejorativní. Například Lyell D. Henry Jr. napsal, že „okrajová věda [je] termín naznačující také bláznivost“. Tato charakteristika je možná inspirována výstředním chováním mnoha badatelů, kterým se hovorově (a se značným historickým precedentem) říká šílení vědci.
Přestože je většina okrajových vědeckých poznatků odmítána, vědecká komunita některé jejich části přijala.:s.172 Příkladem je desková tektonika, myšlenka, která vznikla jako okrajová věda o kontinentálním driftu a byla po desetiletí odmítána.:s.5
| „ | Zaměňování vědy a pseudovědy, skutečných vědeckých omylů a opravdových vědeckých objevů není nic nového a je trvalým rysem vědeckého prostředí ..... Přijetí nové vědy může přijít pomalu.:s.161 | “ |

## Příklady

### Historické
Některé historické myšlenky, které jsou považovány za vyvrácené hlavním vědeckým proudem, jsou:
- Práce Wilhelma Reicha s orgonem, fyzikální energií, o níž tvrdil, že ji objevil, přispěla k jeho odcizení od psychiatrické komunity. Nakonec byl odsouzen na dva roky do federálního vězení, kde zemřel.[8] V té době a dodnes vědci zpochybňují jeho tvrzení, že má vědecké důkazy o existenci orgonu.[9][10] Přesto laici a několik okrajových badatelů nadále věřilo, že orgon je skutečný.[11][12][13]
- Teorie fokální infekce jako primární příčina systémového onemocnění byla po první světové válce rychle přijata hlavním proudem stomatologie a medicíny. Toto přijetí bylo z velké části založeno na studiích, které se později ukázaly jako zásadně chybné. V důsledku toho byly miliony lidí vystaveny zbytečným extrakcím zubů a operacím.[14] Původní studie podporující teorii fokální infekce začaly ve 30. letech 20. století upadat v nemilost. Koncem 50. let 20. století byla považována za okrajovou teorii.
- Podle teorie Clovis First byla kultura Clovis první kulturou v Severní Americe. Dlouho byla považována za teorii hlavního proudu, dokud ji neznevěrohodnilo stále více důkazů o existenci předkloviské kultury.[15][16][17]

### Současné
Mezi relativně nedávné okrajové vědy patří:
- Aubrey de Grey, který se v roce 2006 objevil ve speciální reportáži pořadu 60 Minutes, se zabývá studiem lidské dlouhověkosti.[18] Svou práci nazývá „strategie pro umělé zanedbatelné stárnutí“ (strategies for engineered negligible senescence, SENS). Mnoho vědců hlavního proudu se domnívá, že jeho výzkum je okrajovou vědou (zejména jeho názor na význam jaderných epimutací a jeho časová osa pro terapii proti stárnutí).[19] V článku v časopise Technology Review z roku 2005 (který je součástí rozsáhlejší série) se uvádí, že „SENS je vysoce spekulativní. Mnohé z jeho návrhů nebyly reprodukovány a ani by nemohly být reprodukovány s dnešními vědeckými poznatky a technologiemi. V souladu s Myhrvoldem bychom mohli dobromyslně říci, že de Greyovy návrhy existují v jakési předsíni vědy, kde čekají (možná marně) na nezávislé ověření. SENS si nevynucuje souhlas mnoha znalých vědců, ale není ani prokazatelně chybný.“[20]
- Reakci jaderné fúze zvanou studená fúze, která probíhá při teplotě a tlaku blízkém pokojové teplotě, oznámili v březnu 1989 chemici Martin Fleischmann a Stanley Pons. Četné výzkumy v té době nebyly schopny jejich výsledky zopakovat.[21] Následně se studenou fúzí zabývala řada vědců nebo se účastnila mezinárodních konferencí na toto téma. V roce 2004 vytvořilo Ministerstvo energetiky Spojených států amerických komisi pro studenou fúzi, aby se jí znovu zabývala. Chtěli zjistit, zda by se jejich politika týkající se této technologie neměla kvůli novým důkazům změnit.
- Teorie abiogenního původu ropy předpokládá, že ropa vznikla z hlubokých ložisek uhlíku, která se snad datují do doby vzniku Země. Všudypřítomnost uhlovodíků ve sluneční soustavě je považována za důkaz, že na Zemi může být mnohem více ropy, než se běžně předpokládá, a že ropa může pocházet z tekutin obsahujících uhlík, které migrují vzhůru ze zemského pláště. Abiogenní hypotézy zaznamenaly v poslední polovině dvacátého století oživení ruskými a ukrajinskými vědci. Větší zájem na Západě vyvolala až publikace Thomase Golda The Deep Hot Biosphere (Hluboká horká biosféra) z roku 1999. Goldova verze teorie je částečně založena na existenci biosféry tvořené termofilními bakteriemi v zemské kůře, což by mohlo vysvětlovat existenci určitých biomarkerů v těžené ropě.

### Přijaté do hlavního proudu
Některé teorie, které byly kdysi odmítány jako okrajové, ale nakonec byly přijaty jako hlavní vědecký proud, jsou:
- desková tektonika,[22][23]
- existence Tróji,[24][25]
- heliocentrismus,[26]
- vikingské osídlení Ameriky,
- teorie velkého třesku,[27]
- bakterie Helicobacter pylori jako původce žaludečních vředů,[28]
- zárodečná teorie nemoci,[29]
- mísení neandrtálců s moderními lidmi.

## Reakce na okrajovou vědu
Michael W. Friedlander navrhl několik zásad, jak reagovat na okrajovou vědu, která je podle něj složitějším problémem než vědecký podvod.:s.174 Mezi jím navrhované metody patří dokonalá přesnost, kontrola citovaných zdrojů, nepřeceňování ortodoxní vědy, důkladné pochopení příkladu Wegenerova kontinentálního driftu, příklady ortodoxní vědy zkoumající radikální návrhy a připravené příklady chyb okrajových vědců.:s.178-9
Friedlander naznačuje, že okrajová věda je nezbytná, aby věda hlavního proudu nezanikla. Vědci musí posoudit věrohodnost každého nového okrajového tvrzení a některé okrajové objevy „později gradují mezi uznávané“, zatímco jiné „se nikdy nedočkají potvrzení“.:s.173
Margaret Wertheimová ve své knize Physics on the Fringe (Fyzika na okraji) popsala mnoho „outsiderských vědců“, kterým profesionální vědci věnují jen malou nebo žádnou pozornost. U všech popisuje, že se snaží pochopit svět pomocí vědecké metody, ale přitom nejsou schopni porozumět složitým teoriím moderní vědy. Považuje také za spravedlivé, že se pověření vědci neobtěžují věnovat mnoho času poznávání a vysvětlování problémů s okrajovými teoriemi nepověřených vědců, protože autoři těchto teorií nevěnovali čas pochopení teorií hlavního proudu, které se snaží vyvrátit.

### Kontroverze
Ke konci 20. století se někteří kritici (například Answers in Genesis) začali odvolávat na okrajové vědecké teorie s omezenou podporou. Často bylo jejich cílem zařadit mezi kontroverzní celé oblasti vědeckého bádání (zejména paleoantropologii, lidskou sexualitu, evoluci, geologii a paleontologii), které jsou v rozporu s doslovným nebo fundamentalistickým výkladem různých posvátných textů.
Kritici tvrdí, že tyto spory otevírají prostor pro věrohodnost boží prozřetelnosti a inteligentního plánu.
Jak tvrdí Donald E. Simanek, „příliš často se se spekulativními a nejistými hypotézami špičkové vědy zachází, jako by to byly vědecké pravdy, a tak je veřejnost dychtící po odpovědích přijímá.“ Veřejnost si však neuvědomuje, že „při postupu vědy od nevědomosti k porozumění musí projít přechodnou fází zmatku a nejistoty“.
Svou roli v šíření přesvědčení, že některé vědní obory jsou kontroverzní, hrají také média. Ve svém dokumentu z roku 2003 „Optimising Public Understanding of Science and Technology in Europe: A Comparative Perspective“ Jan Nolin a kol. píší, že „z pohledu médií je zřejmé, že kontroverzní věda se prodává, a to nejen kvůli své dramatické hodnotě, ale také proto, že je často spojena se společenskými otázkami s vysokým dopadem“.